# 札幌高等検察庁
札幌高等検察庁（さっぽろこうとうけんさつちょう）は、北海道札幌市にある日本の高等検察庁の一つで、北海道を管轄している。略称は、札幌高検（さっぽろこうけん）。

## 概説
札幌高等検察庁は、北海道札幌市中央区にある日本の高等検察庁の一つである。北海道を管轄している。

## 管轄区域
- 管轄区域：北海道
- 管轄人口：5,016,280人
- 管轄面積：83,422.27km2
- 人口密度：60.13人／km2

## 歴代検事長
（任期、後職）
- 岸本義広（1946年7月〜1949年5月 広島高等検察庁検事長）
- 宮本増蔵（1949年5月〜1951年3月 仙台高等検察庁検事長）
- 堀忠嗣（1951年3月〜1953年9月 仙台高等検察庁検事長）
- 草鹿浅之介（1953年9月〜1957年12月 福岡高等検察庁検事長）
- 柳川真文（1957年12月〜1960年4月 福岡高等検察庁検事長）
- 熊沢孝平（1960年4月〜1962年8月 福岡高等検察庁検事長）
- 井本台吉（1962年8月〜1964年5月 福岡高等検察庁検事長）
- 井嶋磐根（1964年5月〜1965年12月 最高検察庁次長検事））
- 岡原昌男（1965年12月〜1967年1月 福岡高等検察庁検事長）
- 米田之雄（1967年1月〜1968年4月 退職）
- 津田実（1968年4月〜1969年3月 退職）
- 武内孝之（1969年3月〜1970年3月 仙台高等検察庁検事長）
- 吉橋敏雄（1970年3月〜1971年1月 仙台高等検察庁検事長）
- 勝田成治（1971年1月〜1972年9月 退職）
- 八木胖（1972年9月〜1973年7月 大阪高等検察庁検事長）
- 片岡平太（1973年7月〜1975年1月 退職）
- 富田正典（1975年1月〜1976年10月 大阪高等検察庁検事長）
- 山根正（1976年10月〜1977年6月 広島高等検察庁検事長）
- 蒲原大輔（1977年6月〜1978年9月 退職）
- 石井春水（1978年9月〜1980年2月 退職）
- 木村治（1980年2月〜1981年11月 退職）
- 安田道夫（1981年11月〜1983年12月 退職）
- 常井善（1983年12月〜1985年11月 退職）
- 中川一（1985年11月〜1987年12月 退職）
- 鈴木義男（1987年12月〜1989年4月 退職）
- 細谷明（1989年4月〜1990年12月 福岡高等検察庁検事長）
- 谷山純一（1990年12月〜1991年12月 福岡高等検察庁検事長）
- 佐藤道夫 （1991年12月〜1995年6月21日 参議院選挙出馬の為辞職 在任中に東京佐川急便事件で金丸信が起訴されなかったことに対し、新聞紙上で異例の上層部批判を行った）
- 山口悠介（1995年7月31日〜1996年1月 週刊誌等で女性問題が報じられたことに関連し辞職）
- 中靏聳（1996年1月〜1997年6月 広島高等検察庁検事長）
- 村山弘義（1997年6月〜1998年6月 名古屋高等検察庁検事長）
- 東條伸一郎（1998年6月〜1999年6月 広島高等検察庁検事長）
- 飯田英男（1999年6月〜2001年5月 福岡高等検察庁検事長）
- 頃安健司（2001年5月〜2002年6月 名古屋高等検察庁検事長）
- 書上由紀夫（2002年6月〜2004年1月 福岡高等検察庁検事長）
- 佐々木茂夫（2004年1月〜2005年4月 福岡高等検察庁検事長）
- 佐渡賢一（2005年4月〜2006年5月 福岡高等検察庁検事長）
- 中尾巧（2006年5月〜2007年7月 名古屋高等検察庁検事長）
- 大林宏（2007年7月〜2008年7月 東京高等検察庁検事長）
- 渡辺一弘（2008年7月〜 2009年7月 退職）
- 小津博司（2009年7月〜2010年12月 次長検事）
- 北田幹直（2010年12月～2012年1月 大阪高等検察庁検事長）
- 河村博（2012年1月～2014年1月 名古屋高等検察庁検事長）
- 西川克行（2014年1月～2015年12月 東京高等検察庁検事長）
- 三浦守（2015年12月～2017年4月 大阪高等検察庁検事長）
- 上野友慈（2017年4月～2018年2月 大阪高等検察庁検事長）
- 井上宏（2018年2月～2020年1月　福岡高等検察庁検事長）
- 片岡弘 (2020年1月〜2021年4月 退職）
- 田辺泰弘 (2021年4月~ 福岡高等検察庁検事長)
- 小山太士 (2022年6月～2023年1月 大阪高等検察庁検事長)
- 神村昌通 (2023年1月～2024年2月 退職)
- 山本真千子 (2024年2月〜 2025年7月 福岡高等検察庁検事長)
- 山田利行 (2025年7月〜 )